# (24664) 1988 RB1
1988 أر بي 1 (ويعرف أيضًا باسم (24664) 1988 أر بي 1 وفق تسمية الكوكب الصغير) (بالإنجليزية: 1988 RB1)‏ هو كويكب ضمن حزام الكويكبات؛ وترتيبه 24664 من حيث الاكتشاف.
اكتُشف هذا الجُرم الفلكي بواسطة Poul Jensen (astronomer) ‏ في 8 سبتمبر 1988.

## وصلات خارجية
- (24664) 1988 RB1 في قاعدة بيانات مختبر الدفع النفاث لأجرام النظام الشمسي الصغيرة

- الاكتشاف · مخطط المدار ·  العناصر المدارية · المعلمات المادية

- (24664) 1988 RB1 على موقع ويكي سكاي: DSS2, SDSS, GALEX, IRAS, Hydrogen α, X-Ray, Astrophoto, Sky Map, Articles and images